# Чувашки държавен университет
Чувашки държавен университет „И. Н. Улянова“ (на руски: Чувашский государственный университет имени И. Н. Ульянова) е университет в град Чебоксари, столицата на Република Чувашия, Русия.
Основан е на 17 август 1967 година. Ректор на университета е Андрей Александров.

## Структура
Университетът е съставен от 21 факултета, 3 филиала и Център за продължаващо обучение.

### Филиали
- Алатирски филиал
- Батиревски филиал
- Канашки филиал

### Факултети
- Факултет по дизайн и компютърни технологии
- Факултет по журналистика
- Факултет по чужди езици
- Факултет по информатика и изчислителни технологии
- Факултет по изкуството
- Историко-географически факултет
- Машиностроителен факултет
- Медицински факултет
- Факултет по работа с чуждестранните студенти
- Факултет по радиотехника и електроника
- Строителен факултет
- Факултет по управление и психология
- Факултет по приложна математика, физика и информационни технологии
- Филологически факултет
- Факултет по чувашка филология и култура
- Факултет по икономика и мениджмънт
- Икономически факултет
- Електротехнически факултет
- Електроенергетически факултет
- Юридически факултет

## Видни възпитаници
- Людмила Бобина